# 重松明久
重松 明久（しげまつ あきひさ、1919年4月26日 - 1989年4月4日）は、日本文化史の研究者。

## 略歴
大分県出身。1943年広島文理科大学国史学専攻卒業、1962年名古屋大学大学院博士課程修了、「日本浄土教成立過程の研究」で名大文学博士。福井大学教授、広島大学教授を経て、福山市立女子短期大学学長。主として浄土真宗の歴史を研究した。
1972年、丹羽文雄が連載中の『蓮如』に、重松の『覚如』からの盗用があるとして問題になったが、和解した。
息子はウォシュレット開発者の重松俊文。

## 著書
- 『覚如』吉川弘文館(人物叢書) 1964、新装版 1987 ISBN 9784642050753、オンデマンド版　2021 ISBN 9784642750752
- 『日本浄土教成立過程の研究 親鸞の思想とその源流』平楽寺書店 1964
- 『邪馬台国の研究』白陵社 1969
- 『中世真宗思想の研究』吉川弘文館 1973  ISBN　4642025243 全国書誌番号:74005927
- 『蓮如と越前一向一揆』福井県立図書館ほか(福井県郷土新書)1975
- 『古墳と古代宗教 古代思想からみた古墳の形』学生社 1978
- 『日本神話の謎を解く 神話形成のプロセスが古代日本及び日本人を浮き彫りにする』PHP研究所(21世紀図書館) 1983
- 『古代国家と道教』吉川弘文館 1985 ISBN　4642022023
- 『古代国家と宗教文化』吉川弘文館 1986　ISBN　4642022090
- 『本願寺百年戦争』法蔵館 1986
- 『親鸞・真宗思想史研究』法蔵館 1990

### 編纂
- 『浦島子伝』 現代思潮社(古典文庫) 1981
- 藤原明衡『新猿楽記・雲州消息』 現代思潮社(古典文庫)　1982
- 『八幡宇佐宮御託宣集 神吽』現代思潮社 1986